# 攻殻機動隊 S.A.C. 2nd GIG
『攻殻機動隊 S.A.C. 2nd GIG』（こうかくきどうたい スタンドアローンコンプレックス セカンドギグ）は、『攻殻機動隊 STAND ALONE COMPLEX』の続編として製作されたSF・TVアニメ。スカパーのパーフェクト・チョイスでは2004年より放送された。前作で解散に追い込まれた公安9課が再結成した後の物語となっている。
本作シリーズを約160分にまとめた総集編『攻殻機動隊STAND ALONE COMPLEX Individual Eleven』が製作された。
「STAND ALONE COMPLEX」シリーズとしては続編『攻殻機動隊 STAND ALONE COMPLEX Solid State Society』も製作されている。

## 概要
スタッフは前作の『S.A.C.』とほぼ同じであるが、ストーリーコンセプトに押井守が参加している。
本作は『S.A.C.』から2年後の西暦2032年が舞台となっている。「個別の11人」を名乗るテロリストの事件を発端に、公安9課復活の経緯から9課と敵対する内閣情報庁の登場と暗躍、個別の11人事件と、それに伴うクゼの登場と追跡、その他一話完結のエピソードを織り交ぜながら展開していく。後半は内閣情報庁の情報操作や工作活動によって国民の難民への不信感と反発がさらに増し、その結果として生じた招慰難民の一斉武装蜂起、クゼによる「革命」や自衛軍による出島総攻撃、米帝による出島への核攻撃などが描かれる。
2006年には「個別の11人事件」を描いたエピソードを約160分にまとめた『攻殻機動隊STAND ALONE COMPLEX Individual Eleven』が制作され、DVDでリリースされた。

## 作品に影響を与えた事件

### アメリカ同時多発テロ事件
2001年9月11日に、アメリカ合衆国で同時多発テロ事件が発生しており、『2nd GIG』では、9.11以降の戦争を描くことが作品のテーマの一つとなっている。『攻殻機動隊』テレビアニメ化の当初の段階では、『S.A.C.』全26話で終了する予定であり、そのようにプロットが構築されていた。『S.A.C.』第2話完成時に急に26話追加して全52話にすることになり、『S.A.C.』の制作と同時に『2nd GIG』のシリーズ構成が行われ、『2nd GIG』にはストーリーコンセプトとして押井守が参加することが決定した。押井は神山に「9.11以降の戦争を描け」というテーマを投げかけ、そこから「招慰難民」という設定が作品の中核に据えられた。

### 九州南西海域工作船事件
2001年12月22日に、巡視船が不審船と交戦の末、不審船が自爆と思われる爆発を起こし沈没する事件があった。この不審船は、調査で北朝鮮の工作船であることが判明した。この事件を受け、押井は神山に、作品内で不審船を描くよう指示した。神山によると、これが押井の指示の中で一番具体的なものであったという。

## 初期プロットからの変更
元々『S.A.C.』におけるサリンジャーに当たるものとして、セカンドシーズンである『2nd GIG』では三島由紀夫が考えられていた。神山は『S.A.C.』で「赤報隊」の問題にやり残した感があったと考え、『2nd GIG』で日本における右翼や在日というテーマを扱おうとした。そのために「個別の11人」という素材を採用し、三島由紀夫がその中核に据えられていた。三島由紀夫の『近代能楽集』は9編で構成されているが、神山はこれに「ロングアフターラブ」を足した10編とするという逸話を聞き、さらに幻の1編が存在し、それが「個別の11人」だったという設定を考えていた。しかし、事前の聞き取りでは、三島の作品をこのような形で使うことは許可を取るのが不可能であるという意見が多く、また右翼団体が会社に来る可能性まで勘案し、そこまでのリスクは負えないと判断し、プロットの段階でこのアイデアは断念された。
これに伴い、三島は「1960年代フランスの思想家シルベストル」という架空の人物に、『近代能楽集』の幻の1編「個別の11人」は、シルベストルによる「初期革命評論集」の幻の1編という設定に変更された。神山はこの変更に対し、現実に存在する危ないネタをスポイルしながら始めてしまったため、自分の中で少しずつリアリティが失われていったと述べている。神山のスタイルは、皮膚感覚を作品に投影していくというものであるが、三島であれば皮膚感覚的にひりひり来ていたのが、架空の思想家シルベストルに変更することでぼんやりしてしまったため、その時点で全体の方針を再考すべきだったかもしれないと振り返っている。思想家の東浩紀はこれに対し、シルベストルに変更したことで、含意が大幅に薄くなり、リアルさが失われたと指摘している。

## スタッフ
- 原作・協力 - 士郎正宗
- 企画 - 石川光久、渡辺繁
- 監督・シリーズ構成 - 神山健治
- ストーリーコンセプト - 押井守
- キャラクターデザイン - 後藤隆幸、西尾鉄也
- オリジナルキャラクターデザイン - 下村一
- メカニカルデザイン - 寺岡賢司、常木志伸
- 美術監督 - 竹田悠介
- 美術設定 - 加藤浩
- 色彩設定 - 片山由美子
- 特殊効果 - 村上正博
- 編集 - 植松淳一
- 撮影監督 - 田中宏侍
- 3D監督 - 遠藤誠
- 音響監督 - 若林和弘
- キャスティングマネージメント - 長谷川たか子、横潤
- キャスティング協力 - マウスプロモーション
- 音響制作 - フォニシア
- 音楽 - 菅野よう子
- 音楽プロデューサー - 太田敏明
- 音楽ディレクター - 石川吉元
- 音楽制作 - ビクターエンタテインメント
- プロデューサー - 松家雄一郎、国崎久徳
- 制作 - Production I.G
- 製作 - 攻殻機動隊製作委員会（Production I.G、バンダイビジュアル、バンダイ エンタテインメント、電通、日本テレビ、徳間書店、ビクターエンタテインメント、マンガ エンタテインメント）

## 主題歌

### オープニングテーマ
「rise」
作詞 - Tim Jensen、Origa / 作曲・編曲 - 菅野よう子 / 歌 - Origa
「Christmas in the silent forest」
作詞 - Shanti Snydar / 作曲、編曲 - 菅野よう子 / 歌 - Ilaria Graziano
- 地上波放送用

### エンディングテーマ
「living inside the shell」
作詞 - Shanti Snyder / 作曲・編曲 - 菅野よう子 / 歌 - Steve Conte
「snyper」
作詞 - Tim Jensen / 作曲・編曲 - 菅野よう子 / 歌 - Ilaria Graziano
- 地上波放送用

## 各話リスト
IN: individual （個別の11人）エピソード　 DI: dividual（分離・単独）エピソード　 DU: dual（複合）エピソード
| #  | タイトル 英題 (英語版参照)                                                                   | 脚本                       | 絵コンテ   | 演出       | 作画監督                            |
| -- | -------------------------------------------------------------------------------------------- | -------------------------- | ---------- | ---------- | ----------------------------------- |
| 1  | 再起動 REEMBODY DI: Reactivation – REEMBODY                                                  | 櫻井圭記                   | 橘正紀     | 橘正紀     | 中村悟                              |
| 2  | 飽食の僕 NIGHT CRUISE DI: Well-Fed Me – NIGHT CRUISE                                         | 菅正太郎                   | 安藤真裕   | 竹下健一   | 清水ひろし                          |
| 3  | 土曜の夜と日曜の朝 CASH EYE DI: Saturday Night and Sunday Morning – CASH EYE                 | 佐藤大                     | 西村純二   | 布施木一喜 | 新野量太                            |
| 4  | 天敵 NATURAL ENEMY DU: Natural Enemy – NATURAL ENEMY                                         | 藤咲淳一                   | 吉原正行   | 吉原正行   | 丸山宏一                            |
| 5  | 動機ある者たち INDUCTANCE IN: Those Who Have the Motive – INDUCTANCE                         | 佐藤大 神山健治            | 布施木一喜 | 竹下健一   | 後藤隆幸                            |
| 6  | 潜在熱源 EXCAVATION DI: Latent Heat Source – EXCAVATION                                      | 藤咲淳一 神山健治          | 下司泰弘   | 河野利幸   | 浅野恭司                            |
| 7  | 狂想は亡国の調べ 239/94Pu DU: The Rhapsodic Melody of a Bygone Nation – 239/94Pu             | 藤咲淳一 神山健治          | 西村純二   | 川崎逸朗   | 村田俊治                            |
| 8  | 素食の晩餐 FAKE FOOD DI: Vegetarian Dinner – FAKE FOOD                                       | 佐藤大 神山健治            | 布施木一喜 | 布施木一喜 | 新野量太                            |
| 9  | 絶望という名の希望 AMBIVALENCE DU: The Hope Named Despair – AMBIVALENCE                      | 佐藤大 神山健治 松家雄一郎 | 岡村天斎   | 竹下健一   | 浅野恭司                            |
| 10 | イカレルオトコ TRIAL DI: One Angry Man – TRIAL                                               | 櫻井圭記                   | 河野利幸   | 河野利幸   | 村田俊治                            |
| 11 | 草迷宮 affection IN: Kusanagi's Labyrinth – AFFECTION                                        | 大松裕 神山健治            | 松本淳     | 松本淳     | 中村悟                              |
| 12 | 名も無き者へ SELECON IN: To Those Without Even a Name... – SELECON                           | 大松裕 神山健治            | 橘正紀     | 橘正紀     | 後藤隆幸                            |
| 13 | 顔 MAKE UP DI: Face – MAKE UP                                                                | 大松裕 神山健治            | 布施木一喜 | 川崎逸朗   | 新野量太                            |
| 14 | 左眼に気をつけろ POKER FACE DI: Beware the Left Eye – POKER FACE                             | 櫻井圭記 神山健治          | 吉原正行   | 吉原正行   | 西尾鉄也                            |
| 15 | 機械たちの午後 PAT. DI: Afternoon of the Machines – PAT.                                     | 櫻井圭記 神山健治          | 布施木一喜 | 竹下健一   | 中村悟                              |
| 16 | そこにいること ANOTHER CHANCE IN: The Fact of Being There – ANOTHER CHANCE                   | 神山健治                   | 橘正紀     | 橘正紀     | 後藤隆幸                            |
| 17 | 修好母子 RED DATA DI: Mother and Child – RED DATA                                            | 菅正太郎                   | 川崎逸朗   | 川崎逸朗   | 浅野恭司                            |
| 18 | 天使の詩 TRANS PARENT DI: Angel's Poem – TRANS PARENT                                        | 神山健治                   | 吉原正行   | 河野利幸   | 芝美奈子                            |
| 19 | 相対の連鎖 CHAIN REACTION IN: Chain Reaction of Symmetry – CHAIN REACTION                    | 神山健治                   | 布施木一喜 | 布施木一喜 | 新野量太                            |
| 20 | 北端の混迷 FABRICATE FOG IN: Confusion at the North End – FABRICATE FOG                      | 神山健治                   | 松本淳     | 竹下健一   | 中村悟                              |
| 21 | 敗走 EMBARRASSMENT IN: Escape in Defeat – EMBARRASSMENT                                      | 神山健治                   | 吉原正行   | 吉原正行   | 小西賢一                            |
| 22 | 無人街 REVERSAL PROCESS DU: Abandoned City – REVERSAL PROCESS                                | 佐藤大 神山健治            | 川崎逸朗   | 川崎逸朗   | 後藤隆幸                            |
| 23 | 橋が落ちる日 MARTIAL LAW IN: The Day the Bridge Falls – MARTIAL LAW                          | 神山健治                   | 河野利幸   | 河野利幸   | 浅野恭司                            |
| 24 | 出島、空爆 NUCLEAR POWER IN: Aerial Bombing of Dejima – NUCLEAR POWER                        | 神山健治                   | 橘正紀     | 橘正紀     | 新野量太                            |
| 25 | 楽園の向こうへ THIS SIDE OF JUSTICE IN: To the Other Side of Paradise – THIS SIDE OF JUSTICE | 神山健治                   | 松本淳     | 松本淳     | 中村悟 寺岡賢司・玄馬宣彦（メカ）   |
| 26 | 憂国への帰還 ENDLESS∞GIG IN: Return to Patriotism – ENDLESS∞GIG                              | 神山健治                   | 神山健治   | 吉原正行   | 西尾鉄也、後藤隆幸 寺岡賢司（メカ） |

## 放送局
| 放送局                 | 放送期間                      | 放送日時                                 | 備考           |
| ---------------------- | ----------------------------- | ---------------------------------------- | -------------- |
| パーフェクト・チョイス | 2004年1月 - 2005年1月         | PPVで1か月間各2話放送                    | 有料放送       |
| 日本テレビ             | 2005年4月5日 - 9月27日        | 毎週火曜 25:29 - 25:59                   | 製作委員会参加 |
| 中京テレビ             | 2005年4月14日 - 10月13日      | 毎週水曜 26:09 - 26:39                   | 9日遅れ        |
| 札幌テレビ             | 2006年10月12日 - 2007年4月5日 | 毎週木曜 25:46 - 26:16                   | 1年6か月遅れ   |
| テレビ神奈川           | 2015年10月14日 - 2016年4月6日 | 毎週水曜 23:00 - 23:30 （3局同時ネット） |                |
| テレビ埼玉             | 2015年10月14日 - 2016年4月6日 | 毎週水曜 23:00 - 23:30 （3局同時ネット） |                |
| 千葉テレビ放送         | 2015年10月14日 - 2016年4月6日 | 毎週水曜 23:00 - 23:30 （3局同時ネット） |                |

- 2004年1月から2005年1月まで月2話ずつパーフェクト・チョイス (PPV)にて放送。
- 2005年4月から日本テレビ系列で放送。ただし第2話は未放送。
- 2006年1月からCS放送のアニマックスで放送。
- 2011年3月14日 - 4月28日、WOWOWで全話放送。
- 2015年10月14日 - 2016年4月6日に、同年の攻殻機動隊25周年記念として、前作の『S.A.C.』に引き続き首都圏トライアングル加盟局（テレビ神奈川・テレビ埼玉・千葉テレビ放送）で同時ネット。ただし、同年11月4日放送の第4話は『第68回秋季関東地区高等学校野球大会ダイジェスト〜ROAD TO センバツ〜』（5いっしょ3ちゃんねる共同制作）放送のため、23:30-24:00に振り替えて3局同時ネット。

| 日本テレビ（日テレ） 火曜25:29枠 | 日本テレビ（日テレ） 火曜25:29枠 | 日本テレビ（日テレ） 火曜25:29枠 |
| 前番組                           | 番組名                           | 次番組                           |
| -------------------------------- | -------------------------------- | -------------------------------- |
| お伽草子                         | 攻殻機動隊 S.A.C. 2nd GIG        | エンジェル・ハート               |

## リリース
- 攻殻機動隊 S.A.C. 2nd GIG （VHS・DVD共に全13巻） バンダイビジュアル 発売：2004年3月26日 - 2005年3月25日
DVDの映像特典として、各話に対応し計26話からなる『タチコマな日々』収録。

- 攻殻機動隊 S.A.C.　2nd GIG　Official Log 1 (DVD) バンダイビジュアル 発売：2004年11月26日
本編ハイライト、インタビュー映像＋アフレコ現場映像、特製本付き

- 攻殻機動隊 S.A.C.　2nd GIG　Official Log 2 (DVD) バンダイビジュアル 発売：2005年4月22日
本編ハイライト、インタビュー映像＋アフレコ現場映像、特製本付き

- 攻殻機動隊 S.A.C.　公安９課ファイル (DVD) バンダイビジュアル 発売：2005年10月28日
オープニング全集、演出担当スペシャルインタビュー、特製本付き

- 攻殻機動隊 S.A.C.　2nd GIG　Individual Eleven (DVD) バンダイビジュアル 発売：2006年1月27日
第2シーズン全26話を161分に濃縮した再編集版。

- 攻殻機動隊 S.A.C. プロダクションノート (DVD) バンダイビジュアル 発売：2006年7月28日
『攻殻機動隊 S.A.C.』シリーズ。その制作の裏側に迫るDVDとブックレットのセット。

- 攻殻機動隊 S.A.C.　2nd GIG　DVD-BOX (DVD) バンダイビジュアル 発売：2007年8月24日
第2シーズン 全26話収録。

- 攻殻機動隊 S.A.C. TRILOGY-BOX (Blu-ray) バンダイビジュアル 発売：2008年7月25日
「The Laughing Man」「Individual Eleven」「Solid State Society」を収録。

- EMOTION the Best　攻殻機動隊 S.A.C.　2nd GIG　Individual Eleven (DVD) バンダイビジュアル 発売：2009年10月27日

- 攻殻機動隊 S.A.C.　2nd GIG　Blu-ray Disc BOX 1 (Blu-ray) バンダイビジュアル 発売：2009年11月25日
第2シーズン 第1話-第13話を収録。

- 攻殻機動隊 S.A.C.　2nd GIG　Blu-ray Disc BOX 2 (Blu-ray) バンダイビジュアル 発売：2009年12月22日
第2シーズン 第14話-第26話を収録。

- 攻殻機動隊 S.A.C.　2nd GIG　Individual Eleven (Blu-ray) バンダイビジュアル 発売：2010年12月22日

- 攻殻機動隊 S.A.C.　2nd GIG　Blu-ray Disc BOX：SPECIAL EDITION (Blu-ray) バンダイビジュアル 発売：2013年11月22日
第2シーズン 全26話を収録。

- 攻殻機動隊 S.A.C.　2nd GIG　Blu-ray Disc BOX：SPECIAL EDITION (Blu-ray) バンダイビジュアル 発売：2015年12月24日
第2シーズン 全26話を収録。2013年発売のBD-BOX特装版と同仕様。